# Rhynchostegium subbrachypterum
Rhynchostegium subbrachypterum är en bladmossart som beskrevs av Brotherus och Niels Bryhn 1911. Rhynchostegium subbrachypterum ingår i släktet näbbmossor, och familjen Brachytheciaceae. Inga underarter finns listade i Catalogue of Life.